# Ich spreche Spanisch zu Gott, Italienisch zu den Frauen, Französisch zu den Männern und Deutsch zu meinem Pferd
Der Ausspruch „Ich spreche Spanisch mit Gott, Italienisch mit Frauen, Französisch mit Männern und Deutsch mit meinem Pferd“ ist ein bekannter humoristischer Aphorismus, der Karl V. zugeschrieben wird.

## Ursprung und Entwicklung

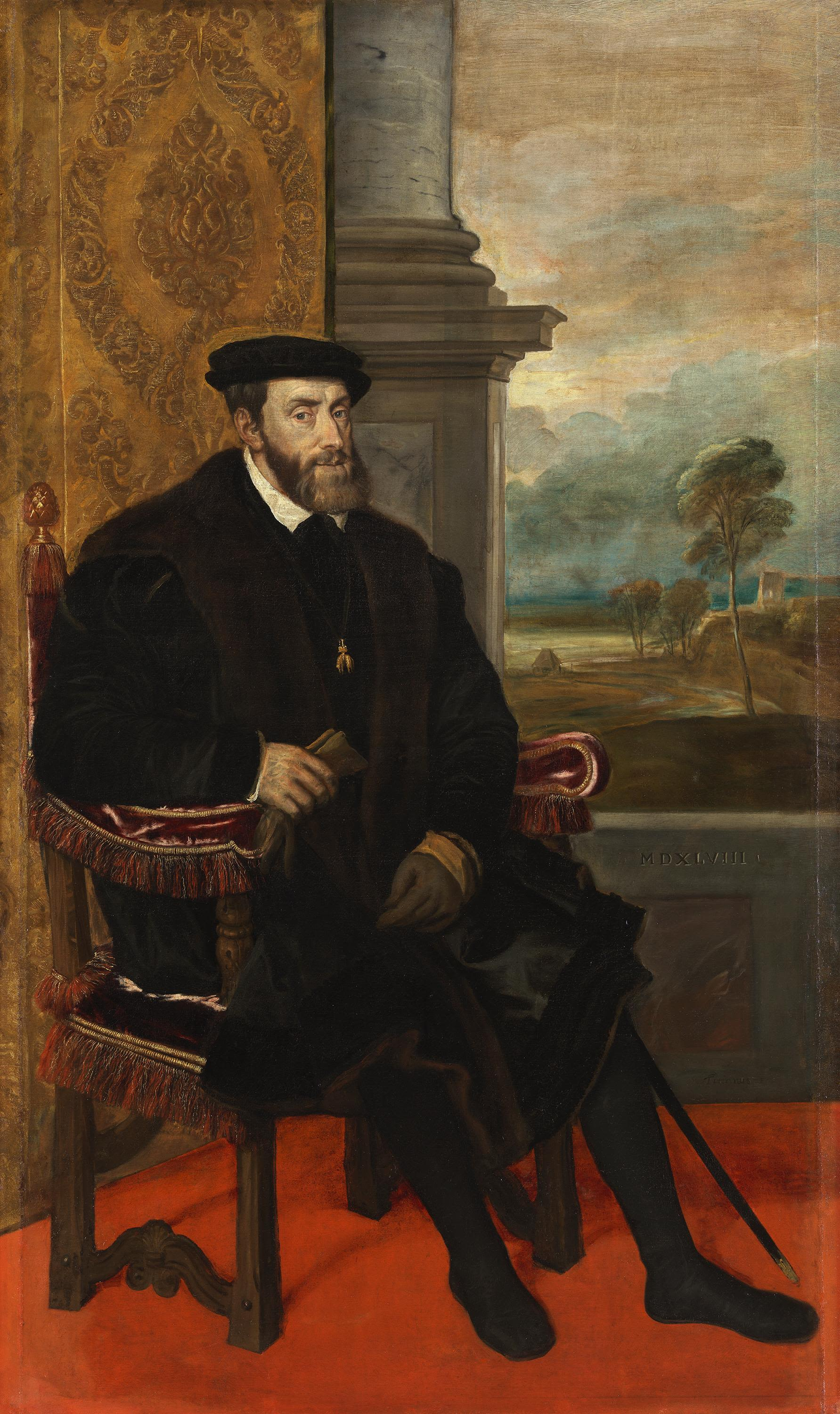
Tizian: Karl V. um 1548 als Kaiser des Heiligen Römischen Reiches, Sacrum Romanum Imperium (von 1520 bis 1556). Alte Pinakothek, München.

Die älteste bekannte Anekdote, die Karl V. mit einem Ausspruch über verschiedene Sprachen in Verbindung bringt, stammt aus dem Buch De Locutione von Girolamo Fabrizio aus dem Jahr 1601. Der Autor gibt in diesem Werk zwei Varianten an, eine kurze Variante:

“Unde solebat, ut audio, Carolus V Imperator dicere, Germanorum linguam esse militarem: Hispanorum amatoriam: Italorum oratoriam: Gallorum nobilem”

„Nach dem, was ich gehört habe, pflegte Kaiser Karl V. zu sagen, dass die Sprache der Deutschen militärisch ist; die der Spanier liebevoll; die der Italiener eloquent; die der Franzosen edel.“

Und eine längere, ausführlichere, Variante: 

“Alius vero, qui Germanus erat, retulit, eundem Carolum Quintum dicere aliquando solitum esse; Si loqui cum Deo oporteret, se Hispanice locuturum, quod lingua Hispanorum gravitatem maiestatemque prae se ferat; si cum amicis, Italice, quod Italorum dialectus familiaris sit; si cui blandiendum esset, Gallice, quod illorum lingua nihil blandius; si cui minandum aut asperius loquendum, Germanice, quod tota eorum lingua minax, aspera sit ac vehemens.”

„Aber ein Deutscher hat berichtet, dass derselbe Karl V. manchmal sagte; Wenn ich mit Gott sprechen müsste, würde ich das auf Spanisch tun, weil die Sprache der Spanier Ernsthaftigkeit und Majestät ausstrahlt; wenn ich mit Freunden spreche, auf Italienisch, weil die Sprache der Italiener vertraut ist; wenn ich jemanden schmeicheln muss, auf Französisch, weil es nichts Schmeichelnderes gibt als ihre Sprache; wenn ich jemanden bedrohen oder streng sprechen muss, auf Deutsch, weil ihre ganze Sprache bedrohlich, grob und kraftvoll ist.“

In der ältesten bekannten Quelle zu der Bemerkung wurde kein Pferd erwähnt. Die erste Version, in der behauptet wurde, dass Karl V. die deutsche Sprache für das Sprechen mit seinem Pferd reserviert habe, wurde erstmals im Roman Gullivers Reisen von Jonathan Swift im Jahr 1726 aufgezeichnet. In diesem Buch besucht der Protagonist ein magisches Land, in dem weise, intelligente Pferde (die Houyhnhnms) primitive Menschen regieren. Bei der Beschreibung ihrer Sprache bemerkt der Autor, dass sie durch Nase und Rachen sprechen und dass „ihre Sprache der hochdeutschen Sprache in Europa am nächsten kommt, aber viel eleganter und aussagekräftiger ist. Der Kaiser Karl V. machte fast die gleiche Beobachtung, als er sagte, dass, wenn er mit seinem Pferd sprechen würde, es auf Hochdeutsch sein sollte.“
Die aktuell am häufigsten zitierte Version des populären Sprichworts findet sich erstmals im „Penguin Dictionary of Quotations“ von John Michael Cohen, das 1960 zum ersten Mal veröffentlicht wurde.

## Varianten
Viele Varianten des Sprichworts existieren, oft mit verschiedenen beteiligten Sprachen, je nach Autor oder Zeitraum, in dem sie geschrieben wurden, wie zum Beispiel:

„Das angedeutete Apophthegm lautet wie folgt: ‚Karl V. sagte, er würde Französisch mit seinem Freund sprechen; Deutsch mit seinem Pferd; Italienisch mit seiner Geliebten; Spanisch mit seinem Gott; Englisch mit seinen Vögeln.‘“

„Charles V, der mehrere europäische Sprachen fließend beherrschte, pflegte zu sagen: ‚Wir sollten mit den Göttern Spanisch sprechen, mit unseren weiblichen Freunden Italienisch, mit unseren männlichen Freunden Französisch, mit Soldaten Deutsch, mit Pferden Ungarisch und mit dem Teufel Böhmisch.‘“

„Karl V. sprach fünf Sprachen: das Flämische, das Deutsche, das Spanische, das Französische und das Italienische. Er pflegte zu sagen, dass er die volkstümlichen Sprachen entsprechend ihrer jeweiligen Zwecke verwenden würde. Er sprach Italienisch zu den Damen, Französisch zu den Männern, Deutsch zu den Pferden und Spanisch zu Gott.“

„Was hat Karl V. über europäische Sprachen gesagt? Wir sollten mit den Göttern Spanisch sprechen, mit unseren (weiblichen) Freunden Italienisch, mit unseren (männlichen) Freunden Französisch, mit Soldaten Deutsch, mit Gänsen Englisch, mit Pferden Ungarisch und mit dem Teufel Böhmisch.“

„Das Sprichwort des Kaisers Karl V. zur Charakterisierung der europäischen Sprachen ist bekannt und kann wieder zitiert werden: ‚Betet zu Gott auf Spanisch, sprecht mit Damen auf Italienisch, plaudert auf Französisch mit Freunden, zwitschert auf Englisch mit den Vögeln und flucht auf Deutsch mit den Pferden.‘“

‚Der große Kaiser Karl V. sagte, dass wenn er mit Gott sprechen wollte, er es auf Spanisch tun sollte‘, erzählt er dem kleinen Philipp. ‚Wenn er mit seinem Pferd sprechen wollte, sollte es auf Deutsch sein; wenn er mit seiner Geliebten sprechen wollte, sollte es auf Italienisch sein; aber wenn er mit Menschen reden wollte, sollte es auf Französisch sein.‘

„Sprich Spanisch zu Gott, Italienisch zu deiner Liebsten, Englisch zu deinen Vögeln, Deutsch zu deinen Pferden und Französisch zu deinen Freunden.“